# Aspartat aminotransferaza
Aspartát amínotransferáza (tudi aspartat transaminaza), krajš. AST,  je encim s pomembno vlogo v presnovi aminokislin. Nahaja se v jetrih, srčni in skeletni mišičnini, ledvicah, možganih, trebušni slinavki, pljučih in belih ter rdečih krvničkah. Katalizira reverzibilni prenos aminoskupine z aspartata na oksoglutarat v navzočnosti koencima piridoksalfosfata, pri čemer nastaneta glutamat in oksaloacetat.

## Klinični pomen
AST je podobno kot ALT (alanin aminotransferaza) biološki označevalec jetrnocelične okvare. ALT se sicer nahaja zlasti v jetrih, njegove količine v ledvicah, srčni in skeletni mišičnini so klinično nepomembne. AST je manj specifični označevalec jetrne okvare, ker se v znatnih količinah nahaja tudi v drugih organih (srčna in skeletna mišičnina, ledvice in rdeče krvničke). Vrednosti AST so lahko povišane tudi pri boleznih, ki prizadenejo druge organe, na primer srčna kap, akutni pankreatitis, akutna hemolitična anemija, hude opekline, akutno ledvično popuščanje, mišično-kostne bolezni in poškodbe.
AST so kot označevalec akutnega miokardnega infarkta začeli uporabljati leta 1954, vendar se v ta namen danes uporablja troponin.
Vrednosti AST se pogosto klinično določajo v okviru testov jetrne funkcije za določanje zdravja jeter. Kadar so vrednosti AST višje od vrednosti ALT, to morda kaže na mišični izvor encima, na primer zaradi mišičnega vnetja pri dermatomiozitisu. 
Pri interpretaciji vrenosti AST je treba upoštevati referenčne vrednosti, ki veljajo za dotični laboratorij. Primer referenčnih vrednosti je:
| Spol   | Referenčne vrednosti |
| Moški  | 8–40 IU/L            |
| Ženske | 6–34 IU/L            |